# 맷 크레이븐
맷 크레이븐(Matt Craven, 1956년 11월 10일 ~ )은 캐나다의 배우이다.

## 출연 작품
- 크림슨 타이드
- 타임라인 - 스티븐 크레이머 역
- 스테이트먼트
- 클리어링
- 밴디도
- 어썰트 13 - 카프라 역
- 디스터비아 - 다니엘 브레히트 역
- 데블 - 러스티그 역
- 엑스맨: 퍼스트 클래스 - CIA 디렉터 맥콘 역
- 어웨이크닝 더 조디악 - 하비 역
- 루 - 랭킨 보안관 역